# Field of Honor (2014)
Field of Honor (2014) foi um evento pay-per-view transmitido pela internet de luta livre profissional realizado pela Ring of Honor, que ocorreu no dia 15 de agosto de 2014 no MCU Park, localizado no Brooklyn, Nova Iorque, Nova Iorque. Esta foi a primeira edição da cronologia do Field of Honor. Posteriormente, o show foi posto a venda sob demanda.

## Antes do evento
Field of Honor teve lutas de wrestling profissional envolvendo diferentes lutadores com rivalidades e storylines pré-determinadas que se desenvolveram no Ring of Honor Wrestling — programa de televisão da Ring of Honor (ROH). Os lutadores interpretaram um vilão ou um mocinho seguindo uma série de eventos para gerar tensão, culminando em várias lutas.

## Resultados
| Nº                                          | Resultados                                                                                                   | Estipulações                                                    | Tempo |
| ------------------------------------------- | --- | --------------------------------------------------------------- | ----- |
| 1                                           | Jay Lethal (com Seleziya Sparx e Truth Martini) (c) derrotou Matt Taven                                      | Luta em uma jaula de aço pelo ROH World Television Championship | 14:48 |
| 2                                           | Mark Briscoe derrotou Watanabe                                                                               | Luta individual                                                 | 6:20  |
| 3                                           | R.D. Evans e Moose (com Ramon e Veda Scott) derrotaram Brutal Burgers (Bob Evans e Cheeseburger)             | Luta de duplas                                                  | 7:16  |
| 4                                           | Michael Bennett (com Maria Kanellis) derrotou Rocky Romero                                                   | Luta individual                                                 | 10:48 |
| 5                                           | The Decade (BJ Whitmer, Jimmy Jacobs e Roderick Strong) derrotou Johnny Knockout, Ken Phoenix e Will Ferrara | Luta de trios                                                   | 5:27  |
| 6                                           | Silas Young derrotou Tommaso Ciampa                                                                          | Luta individual                                                 | 10:55 |
| 7                                           | Cedric Alexander derrotou ACH                                                                                | Luta individual                                                 | 8:56  |
| 8                                           | ReDRagon (Kyle O'Reilly e Bobby Fish) (c) derrotaram The Addiction (Christopher Daniels e Frankie Kazarian)  | Luta de duplas pelo ROH World Tag Team Championship             | 12:31 |
| 9                                           | Michael Elgin (c) derrotou Adam Cole, A.J. Styles e Jay Briscoe                                              | Luta four corner survival pelo ROH World Championship           | 16:25 |
| (c) – Refere-se aos campeões antes da luta. | |                                                                 |       |